# 藤尾茂
藤尾 茂（ふじお しげる、1934年〈昭和9年〉10月8日 - 2022年〈令和4年〉10月8日）は、兵庫県西宮市出身のプロ野球選手（捕手、外野手）。

## 経歴

### プロ入りまで
兵庫県西宮市の代々歯科医を開業する家の男3人兄弟の末っ子として生まれる。長兄は小児科医、次兄は歯科医で、父親は藤尾を外科医にする希望を持っていたという。実家は甲子園球場から徒歩20分ほどの場所にあり、球場の声援が家まで聞こえたが、藤尾自身は小学生の頃から巨人ファンであった。
小学校時代から中田昌宏とバッテリーを組み、1950年に鳴尾高に揃って入学。1951年の春の選抜では六番打者、三塁手として出場。決勝に進出するが鳴門高に9回サヨナラ逆転負けを喫した。1年上のチームメートに山田清三郎、鈴木武がいる。翌1952年の春の選抜では正捕手となり準決勝に進出するが、またも鳴門高に敗れる。この大会では1試合で6度の牽制・盗塁刺を記録して高校生ベストナイン捕手に選出された。高校卒業に当たって、ほぼ全球団から勧誘を受ける。読売ジャイアンツからは監督の水原茂が藤尾の実家を訪れて、大学進学を希望する両親を説得し、結局藤尾は一番好きだった巨人を選んだ。

### 現役時代
1953年に巨人に入団すると、新人ながらアメリカ（カリフォルニア州サンタマリア）キャンプに抜擢される。しかし、当時巨人の正捕手にはこの年から3年連続でベストナインを獲得する広田順がおり、藤尾も広田を見て「到底レギュラーになれそうもない」と感じていたという。2年目の1954年から広田の控えとなる。1955年には51試合にマスクを被って打率.286と、広田（.222）を大きく上回る成績を残す。さらに、同年の南海との日本シリーズでは、巨人が1勝3敗と追い詰められた第5戦に広田に代わってマスクを被って3番に抜擢され、初回に先制3点本塁打を放つ活躍で巨人の日本一に大きく貢献、藤尾はそのまま捕手のレギュラーポジションに定着した。
翌1956年は開幕当初こそ広田と併用されるが、4月からはレギュラー捕手の座を掴み、五・六番を打って、打率.276（リーグ5位）、14本塁打、打点58を挙げ、3部門ともリーグ5位以内に入り、オールスターゲームにファン投票で選出されるとともに、ベストナインも獲得した。1957年は監督の水原と投手の堀内庄とともに、ブルックリン・ドジャースのベロビーチキャンプに参加する。若い藤尾と堀内の溌剌とした動きを見て、ドジャースの副会長のフレスコ・トンプソンは「この二人の日本人選手を我々のチームに加入させたい。この二人ならきっと立派なメジャーリーガーに成長できると思う」としみじみ語っていたという。この年も前半戦は好調であったが、8月25日の阪神戦（甲子園）で満員の観客をバックスクリーンに入場させたことから、阪神の渡辺省三のシュートを避けきれずに顔面（左目の下）に死球を受ける。このアクシデントにより約1ヶ月戦列を離れた上に、後遺症から投球に腰が引けるようになって調子を崩して、105試合の出場に留まり、打率も.256と成績を落とした。1958年は外角球に対して逆らわずに右翼へ打て、との川上哲治の助言を受けて死球の後遺症によるスランプを脱す。6月下旬の対広島カープ戦で備前喜夫から左後頭部に死球を受け、後遺症で右腕が痺れるようになり、盗塁を許すようになってしまったが、以前のように投球を怖がることはなかった。シーズンでは打率.283（リーグ5位）、11本塁打、58打点と好成績を残す。また、この頃よりインサイドワークについても格段の進歩を示すようになっていた。この年も投票総数153票のうち149票の圧倒的な支持を集め3年連続のベストナインに選出された。
同年のシーズンオフになると、球団社長の品川主計が週刊誌上でインサイドワークに優れる森昌彦を正捕手にして藤尾を野手にコンバートする考えを書くなど、週刊誌や新聞で藤尾の外野手へのコンバートが取り沙汰されるようになる。この頃、日本一となった西鉄監督の三原脩による「三原監督の選んだ日本最強チーム」と言う週刊誌の企画で、三原は藤尾とパ・リーグで3年連続ベストナインに選ばれていた野村克也を総合力で互角と評価しており、藤尾はまさに日本一の名捕手とも見られている状況であった。翌1959年正月に監督の水原茂とヘッドコーチの川上哲治から外野手転向の打診を受ける。藤尾は断ろうとするが、水原と川上からの説得を受けて渋々承諾する。第二捕手の森の成長に加えて、藤尾の肩・足・打撃を活かして、センターラインの守備を強化するためのコンバートであった。
春のキャンプで藤尾は外野の守備練習に取組み、オープン戦では捕手と外野手を掛け持ちする。開幕戦では捕手を務めるが、第2戦以降は中堅を守り、五番打者としてクリーンナップを打った。しかしこの年も藤尾は捕手として36試合に出場し、オールスターゲームファン投票の捕手部門で1位になるとともに、ベストナイン捕手にも全154票中の2/3以上となる104票を獲得して選ばれた。打撃を活かすためのコンバートであったが、打たなくてはならないとの意識が力みを生んで夏場にスランプに陥り、打率は.264（リーグ14位）に終わったが、チーム2位の70打点を挙げた。1960年は開幕からハイペースで本塁打を打ち、5月28日には早くも10号を放ちリーグのトップを快走する。しかし、6月から極端なスランプに陥り、終盤に左足首の捻挫で戦列を離れるなどもあって、6月以降は5本しか打てず、結局打率.245、15本塁打、54打点に終わる。
1961年には川上新監督の下で主将を務め、捕手に復帰するが、この頃より急激な打撃不振に陥る。同年夏には逆転本塁打を打たれた伊藤芳明を投手コーチの別所毅彦が叱責しようとしたところを庇ったことが首脳陣批判ととられて、罰金の上に主将を剥奪されるなどもあって89試合の出場に留まる。1962年には急激に出場機会が減少する中で、なぜ藤尾を使わないのかと調べ回っていた新聞記者に対して、ある首脳陣が（森に比べて）藤尾はインサイドワークが悪いと洩らす。そのため、マスコミに藤尾は頭が悪いとの表現で喧伝されてしまい、藤尾は精神的にも不安定になり大きく調子を崩した。追い打ちをかけるように、同年6月27日の阪神戦（札幌市円山球場）で左翼の守備時に打球を追って右鎖骨を骨折して3ヶ月間出場できず、治癒後も強肩を誇った右肩がすっかり弱ってしまった。1963年は春の宮崎キャンプで前年度負傷した右肩を再び痛め、6月後半にようやく一軍ベンチ入りする。出場は25試合に留まったが、同年19勝を挙げて沢村賞を獲得した伊藤芳明とよくバッテリーを組み、伊藤が挙げた勝利の約半分の9勝が藤尾がマスクをかぶった際のものであった。1965年には公式戦出場のないままシーズン終了後に現役を引退した。

### 引退後
引退後は、金融業・不動産業への勤務を経て、1977年にゴルフ用品を扱う上山実業に入社。また、サラリーマン生活の傍らで西宮市にあるスポーツクラブの鳴尾クラブの館長を務め、休日に小中学生に野球の指導を行っていた。1987年に京都府の総合リゾート施設レイクフォレストリゾートの理事兼支配人に就任したのち、三重県鈴鹿市のゴルフ場・鈴鹿カンツリークラブの副社長を務めた。
2022年10月8日、急性循環不全のため、兵庫県内の自宅で死去。88歳没（生没同日）。訃報は同年12月9日、元所属の読売巨人軍より公表された。

## 評価
捕手にして俊足、長打力のある打撃、強肩、そして闘志溢れるプレーから、戦後の「巨人軍最強の捕手」「吉原二世」という評価もされている。
全盛期には、西鉄ライオンズの監督・三原脩が雑誌の企画で日本最強チームを選定した際、捕手には打撃で勝る野村克也を押しのけて藤尾を選んでいる。また三原は藤尾と野村を比較して、守備面と回転力では藤尾、打撃面では野村、総合力では互角と評した。

## 選手としての特徴
機敏な動作、強肩かつ正確なスローイングで、バント処理にも非常に優れていた。打撃ではアッパースイングのフォームで,
左投げ投手を得意とし、特に金田正一・権藤正利をカモにしていた。一方で、秋山登・杉浦忠などのアンダースローは苦手とした。

## 詳細情報

### 年度別打撃成績
| 年 度      | 球 団      | 試 合 | 打 席 | 打 数 | 得 点 | 安 打 | 二 塁 打 | 三 塁 打 | 本 塁 打 | 塁 打 | 打 点 | 盗 塁 | 盗 塁 死 | 犠 打 | 犠 飛 | 四 球 | 敬 遠 | 死 球 | 三 振 | 併 殺 打 | 打 率 | 出 塁 率 | 長 打 率 | O P S |
| ---------- | ---------- | ----- | ----- | ----- | ----- | ----- | -------- | -------- | -------- | ----- | ----- | ----- | -------- | ----- | ----- | ----- | ----- | ----- | ----- | -------- | ----- | -------- | -------- | ----- |
| 1953       | 巨人       | 16    | 17    | 12    | 3     | 2     | 0        | 0        | 0        | 2     | 3     | 0     | 0        | 0     | --    | 5     | --    | 0     | 0     | 0        | .167  | .412     | .167     | .578  |
| 1954       | 巨人       | 54    | 122   | 115   | 10    | 22    | 4        | 1        | 3        | 37    | 15    | 1     | 2        | 0     | 2     | 5     | --    | 0     | 14    | 3        | .191  | .225     | .322     | .547  |
| 1955       | 巨人       | 60    | 171   | 154   | 22    | 44    | 4        | 2        | 5        | 67    | 29    | 3     | 2        | 0     | 0     | 16    | 2     | 1     | 25    | 1        | .286  | .357     | .435     | .792  |
| 1956       | 巨人       | 117   | 443   | 406   | 43    | 112   | 19       | 2        | 14       | 177   | 58    | 12    | 2        | 9     | 3     | 22    | 1     | 3     | 62    | 9        | .276  | .318     | .436     | .754  |
| 1957       | 巨人       | 105   | 389   | 348   | 45    | 89    | 19       | 6        | 8        | 144   | 30    | 7     | 3        | 7     | 3     | 28    | 1     | 3     | 52    | 5        | .256  | .317     | .414     | .730  |
| 1958       | 巨人       | 115   | 428   | 399   | 54    | 113   | 22       | 6        | 11       | 180   | 58    | 14    | 8        | 1     | 3     | 24    | 1     | 1     | 57    | 9        | .283  | .325     | .451     | .777  |
| 1959       | 巨人       | 115   | 448   | 402   | 52    | 106   | 13       | 4        | 13       | 166   | 70    | 9     | 2        | 6     | 4     | 36    | 2     | 0     | 81    | 8        | .264  | .324     | .413     | .737  |
| 1960       | 巨人       | 104   | 350   | 314   | 39    | 77    | 5        | 4        | 15       | 135   | 54    | 13    | 0        | 7     | 3     | 24    | 0     | 2     | 50    | 7        | .245  | .303     | .430     | .733  |
| 1961       | 巨人       | 89    | 190   | 161   | 15    | 30    | 2        | 1        | 3        | 43    | 19    | 3     | 5        | 2     | 2     | 25    | 3     | 0     | 30    | 2        | .186  | .296     | .267     | .563  |
| 1962       | 巨人       | 35    | 58    | 55    | 3     | 9     | 0        | 0        | 1        | 12    | 3     | 3     | 0        | 0     | 0     | 2     | 0     | 1     | 8     | 1        | .164  | .207     | .218     | .425  |
| 1963       | 巨人       | 25    | 49    | 47    | 4     | 13    | 1        | 0        | 0        | 14    | 3     | 0     | 0        | 0     | 0     | 2     | 0     | 0     | 14    | 4        | .277  | .306     | .298     | .604  |
| 1964       | 巨人       | 33    | 66    | 62    | 4     | 8     | 2        | 0        | 1        | 13    | 4     | 2     | 0        | 0     | 0     | 4     | 0     | 0     | 16    | 2        | .129  | .182     | .210     | .391  |
| 通算：12年 | 通算：12年 | 868   | 2731  | 2475  | 294   | 625   | 91       | 26       | 74       | 990   | 346   | 67    | 24       | 32    | 20    | 193   | 10    | 11    | 409   | 51       | .253  | .309     | .400     | .709  |

### 表彰
- ベストナイン：4回 （捕手部門：1956年 - 1959年）※1956年は野村克也と共に捕手部門での昭和生まれ初の受賞

### 記録
- オールスターゲーム出場：4回 （1956年 - 1959年）

### 背番号
- 9 （1953年 - 同年途中、1954年 - 1965年）
- 42 （1953年途中 - 同年終了）